# بيتر روت (متزحلق جبال الألب)
بيتر روت (بالألمانية: Peter Roth)‏ هو متزحلق جبال الألب ألماني، ولد في 30 يناير 1961 في كونيغزيه في ألمانيا.

## وصلات خارجية
- بيتر روت على موقع الاتحاد الدولي للتزلج (التزلج على المنحدرات الثلجية) (الإنجليزية)
- بيتر روت على موقع أوليمبيديا (الإنجليزية)